# Amar Benikhlef
Amar Benikhlef (àrab: عمار بن خليف)  (Alger, 11 de gener de 1982) és un judoka algerià. Va guanyar la medalla d'argent als Jocs Olímpics d'Estiu de 2008 a Pequín. El setembre de 2021 Benikhlef va ser suspès durant 10 anys, fins al juliol de 2031.

Benikhlef és l'entrenador de Fethi Nourine, que va classificar-se per als Jocs Olímpics d'Estiu de 2020 a Tòquio. Nourine i Benikhlef van anunciar la retirada del primer perquè la seva solidaritat amb la causa palestina els impedia competir contra l'israelià Tohar Butbul, a qui Nourine hauria d'haver-se enfrontat a la segona ronda si hagués guanyat a la primera. La Federació Internacional de Judo (IJF) va anunciar les suspensions immediates d'ell i de Nourine el 24 de juliol de 2021, a l'espera d'una nova investigació. 
Segons les regles de l'IJF, d'acord amb la Carta Olímpica i especialment amb la regla 50.2 que preveu la protecció de la neutralitat de l'esport als Jocs Olímpics i la neutralitat dels mateixos Jocs, que estableix que «cap mena de manifestació política, la propaganda religiosa o racial està permesa en qualsevol lloc, recinte o altres zones olímpiques», Fethi Nourine i Amar Benikhlef estan ara suspesos i s'enfrontaran a una decisió de la Comissió Disciplinària de l'IJF, així com a sancions disciplinàries del Comitè Olímpic Nacional d'Algèria al seu país.
El setembre de 2021, Benikhlef va ser suspès durant 10 anys, fins al juliol de 2031.